# 용서받기 싫다
"용서받기 싫다"는 한국에서 제작된 김묵 감독의 1964년 영화이다. 강신성일 등이 주연으로 출연하였고 박원석 등이 제작에 참여하였다.

## 출연

### 주연
- 강신성일
- 엄앵란
- 임하

## 기타
- 조명: 이기섭
- 미술: 박석인